# Pietro Bellomo
Pietro Bellomo (Bari, 10 maggio 1910 – Bari, 1999) è stato un calciatore italiano, di ruolo attaccante.

## Carriera
Inizia a giocare nella prima squadra del Bari Football Club (ex Liberty) nella stagione 1926-1927 di Prima Divisione (7 gare disputate e 0 reti); in quella successiva, sempre con i bianco-blu conquista la promozione in Divisione Nazionale (il Bari F.C. si trasforma nel corso dell'anno in U.S. Bari).
Nel 1928-1929 debutta in massima serie con il Bari e mette a segno 3 gol in 8 partite.